# 康矛召
康矛召（1919年4月7日—1994年11月5日），曾用名毛召，湖北武汉人，中华人民共和国政治人物、外交官。

## 生平
1937年，就读武汉大学，因抗日战争爆发参加武汉大学战地工作团。1938年到达延安，加入中国共产党，进入抗日军政大学，毕业后在八路军第115师当记者、宣传干事。抗日战争期间康矛召曾在《山东画报》兼任社长、主编。第二次国共内战期间任新华社华东野战军前线分社社长，比较著名的一张《粟裕将军在指挥所》的照片就是康矛召的摄影作品。渡江战役时担任中国人民解放军第三野战军特种兵纵队炮兵第3团政委，1949年4月20日，第3团所属部队在扬州东南三江营附近长江江面炮打英国海军“紫石英”号军舰，在紫石英号事件中作为与英方谈判的代表。
中华人民共和国建国后，1950年调入外交部工作，任驻印度大使馆参赞。1956年，任驻阿富汗大使馆参赞。1959年，任外交部新闻司副司长。1964年，任驻南斯拉夫大使馆参赞、临时代办。1969年6月，出任中华人民共和国驻柬埔寨大使。1970年，柬埔寨发生政变，诺罗敦·西哈努克在北京组建柬埔寨王国民族团结政府，康矛召带领大使馆工作人员撤离金边，回到北京以民族团结政府为对象继续履职。1975年1月，出任中华人民共和国驻毛里塔尼亚大使。1978年5月，出任中华人民共和国驻比利时大使兼驻卢森堡大使和驻欧共体大使。1981年2月，自驻比利时兼驻卢森堡、欧共体大使离任。
1994年11月5日，康矛召在北京病逝，终年75岁。